# Eduardo Pepato
Luiz Eduardo Pepato (Marialva, 7 de julio de 1987) es un productor musical, arranjador y multinstrumentista brasileño.
Ganó proyección como productor musical en el inicio de la década de 2010, trabajando con artistas como Luan Santana, Gusttavo Lima y Marília Mendonça. El álbum Todas las Esquinas Vol. 1, vencedor del Grammy Latino de Mejor Álbum de Música Sertaneja en 2019, fue producido por Pepato.